# 7205 Sadanori
A 7205 Sadanori (ideiglenes jelöléssel 1995 YE1) a Naprendszer kisbolygóövében található aszteroida. Kobajasi Takao fedezte fel 1995. december 21-én.